# Welch Allyn

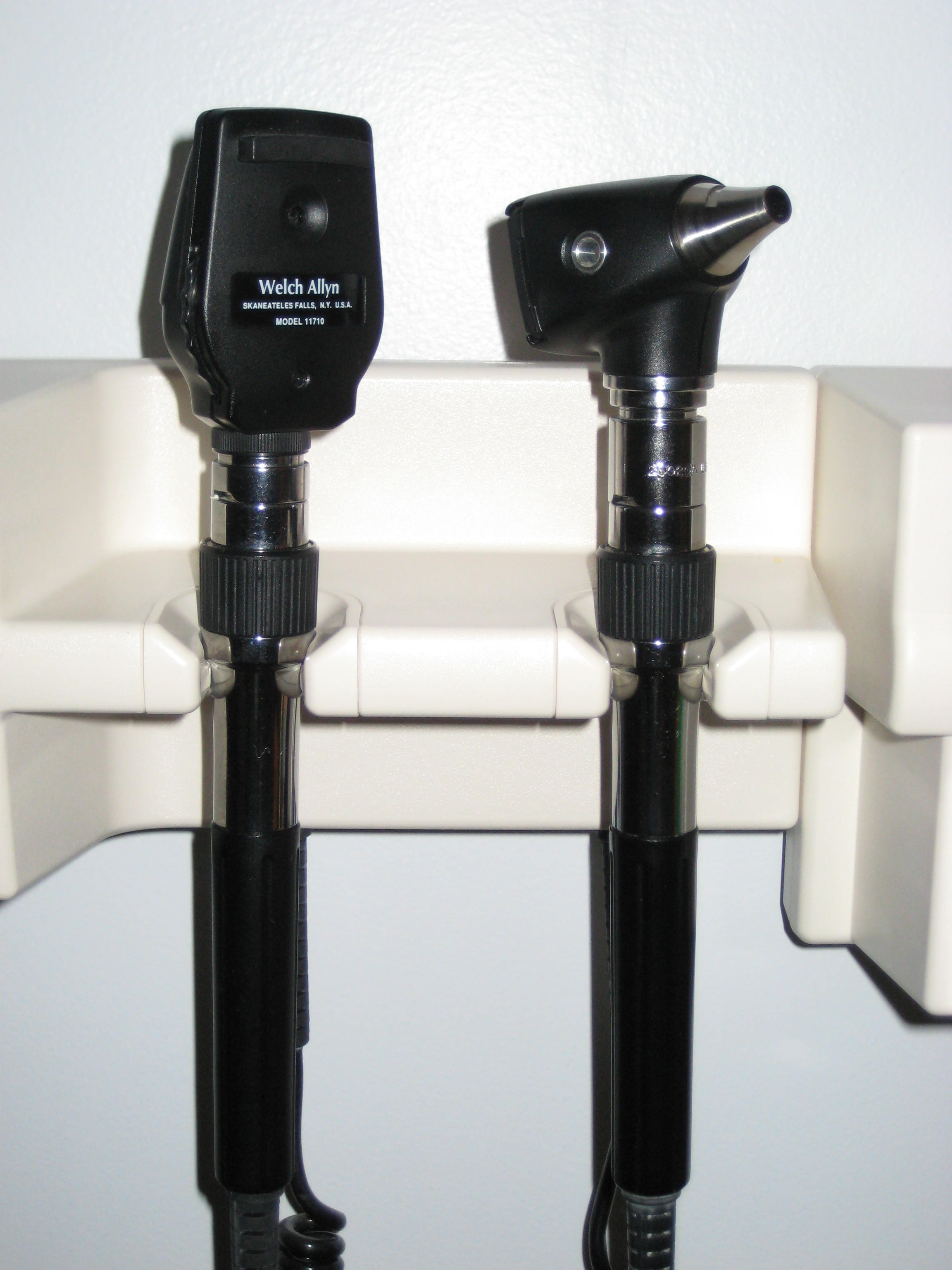
Офтальмоскоп и отоскоп

Welch Allyn Inc. — американский производитель медицинских диагностических устройств. Компания была основана в 1915 году. В этом году был продан первый офтальмоскоп, в котором использовалось прямое освещение, разработчиками были доктор Фрэнсис Уэлч (англ. Francis Welch) и Уильям Ной Аллин (англ. William Noah Allyn). В 1920 году сконструирован первый в мире ручной офтальмоскоп с непрямым освещением. В 1973 году производители применили галогенную лампу в качестве источника света. В настоящее время компания предоставляет рабочие места более чем 2300 сотрудникам, располагает предприятиями по производству, продаже, распространению своей продукции по всему миру, а управляет компанией четвёртое поколение основателей Welch Allyn. Штаб-квартира расположена в Сканителс Фолс, штат Нью-Йорк, США. С 2012 года главным исполнительным директором и президентом компании Welch Allyn является Стивен Ф. Майер (англ. Stephen F. Meyer). В 2015 году была приобретена компанией Hill-Rom.

## Продукция

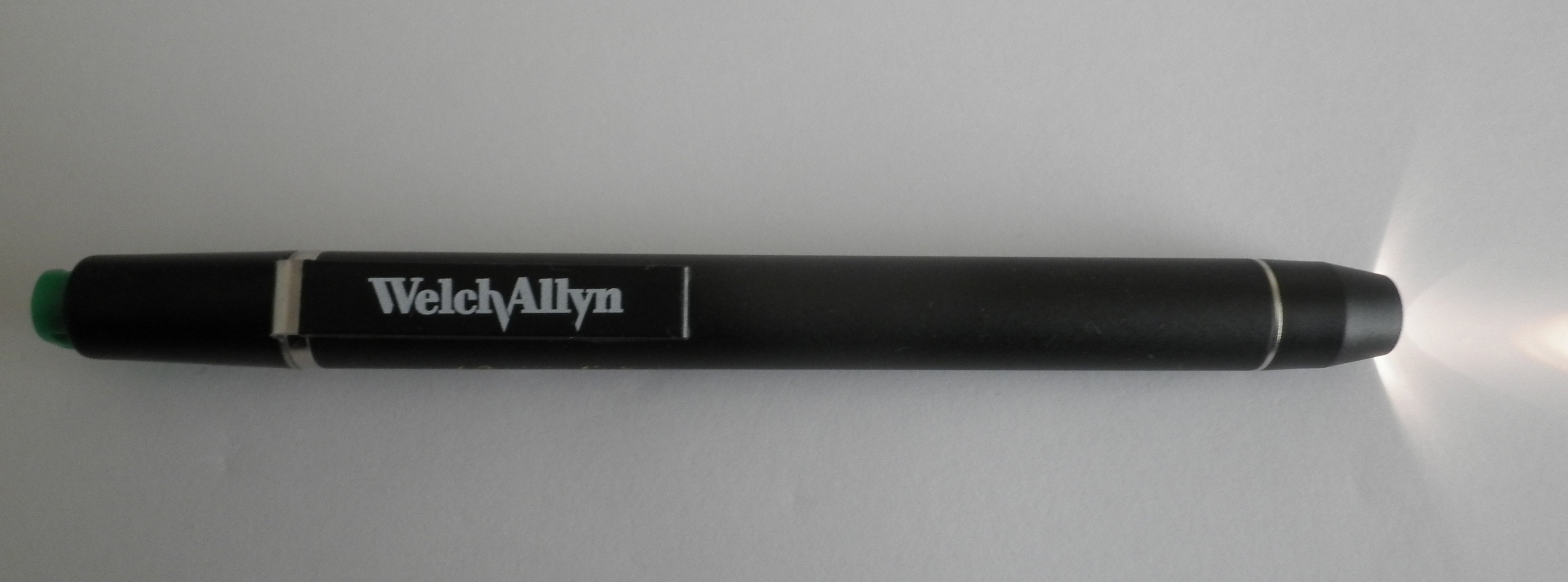
Медицинская галогенная фонарик-ручка, позволяющая наблюдать за зрачковым световым рефлексом

- Офтальмоскопы;
- Стетоскопы;
- Отоскопы[4];
- Медицинские термометры;
- Сфигмоманометры.

## В популярной культуре
- в одном из эпизодов фильма «Большой Лебовски» братьев Коэн врач осматривает ухо главному герою отоскопом Welch Allyn.